# Celinnoje
Celinnoje (ros. Целинное) – wieś na terenie wchodzącego w skład Rosji syberyjskiego Kraju Ałtajskiego.
Miejscowość jest ośrodkiem administracyjnym rejonu celinnego.